# Odznaka Wojskowa
Odznaka Wojskowa (fr. Décoration Militaire, nl. Militaire Decoratie) – odznaczenie Królestwa Belgii nadawane za wysługę lat w armii belgijskiej lub za odwagę czy wyjątkowe zasługi.

## Historia i oznaka
Odznaczenie zostało ustanowione 22 grudnia 1873 przez króla Belgów Leopolda II, otrzymało nowe statuty w roku 1902 i zostało odnowione w 1952. Początkowo jednoklasowe, przeznaczone było dla zawodowych żołnierzy belgijskich sił zbrojnych jako wyróżnienie za co najmniej 10 lat służby. W roku 1902 dodano drugą klasę, którą od tej pory nadawano za 10 lat służby, podczas gdy pierwszą klasę otrzymać było można za dodatkowe 5 lat przebytych w służbie. Jednocześnie stworzono "odznaczenie według artykułu 4", nadawane za akty wyjątkowej odwagi lub za wielkie zasługi.
Oznaką odznaczenia jest tzw. krzyż kawalerski, ukoronowany koroną królewską, wykonany z pozłacanego srebra, z promieniami między ramionami. Medalion środkowy awersu ukazuje lwa z godła państwowego Belgii, otoczonego napisem w językach francuskim i niderlandzkim "L'union fait la Force – Eendracht maakt Macht" ("W jedności siła", dewiza Królestwa Belgii), a medalion rewersu monogram aktualnie panującego monarchy, obecnie "A II" (Albert II). Oznaka 1. i 2. klasy jest identyczna, posiadanie 1. klasy oznacza się przez okucie na wstążce, która jest żółta z trzema czerwonymi i dwoma czarnymi paskami oraz z czarnymi bordiurami. Krzyż nadany według artykułu 4. jest identyczny, ale noszony na czerwonej wstążce z obustronnymi żółto-czarnymi bordiurami. Nadania tej odmiany w czasie wojny oznacza się srebrną palmą przypinaną do wstążki, do 1954 ozdobioną inicjałem panującego.
Décoration Militaire (Article 4) mogą otrzymać również cudzoziemcy.